# 有明高原寮

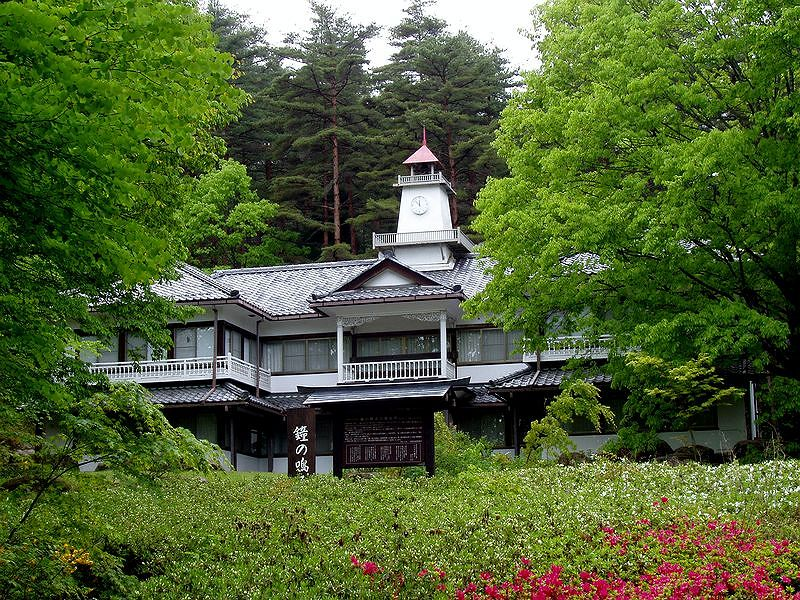
鐘の鳴る丘集会所（2008年5月14日撮影）

有明高原寮（ありあけこうげんりょう）は、長野県安曇野市に所在する法務省東京矯正管区所属の男子少年院。開放的施設における処遇を旨とし、犯罪少年の短期処遇を目的とした少年院である。
少年院の行事として、燕岳登山訓練やスキー訓練などが行われている。
NHKラジオドラマをもとにした1948年の松竹映画「鐘の鳴る丘」（菊田一夫作。主題歌は「とんがり帽子」作詞：菊田一夫、作曲：古関裕而　唄：川田正子、コロムビアゆりかご会）のロケ地となった。

## 所在地
- 長野県安曇野市穂高有明7299番地